# 2019年逃亡犯条例改正案
2019年逃亡犯条例改正案（2019ねんとうぼうはんじょうれいかいせいあん、中国語: 2019年逃犯及刑事事宜相互法律協助法例（修訂）條例草案、英語: Fugitive Offenders and Mutual Legal Assistance in Criminal Matters Legislation (Amendment) Bill 2019）は2019年に香港で提出された法案。短縮形で逃犯条例修訂草案、非公式名称は逃犯条例（略称）、送中条例、引渡条例などがある。
香港の世論は反対寄りであり、2019年6月9日に行われた3度目の反対デモでは人口の約7分の1にあたる103万人が参加し（主催者発表、警察発表は24万人）、2003年の「香港特別行政区基本法23条国家安全保障条例」案に反対した50万人規模のデモを大きく上回った。政府側は改正案の審議続行を強硬に主張したが、21日夜に「政府は改正作業を完全に停止した。来年7月に廃案になる事実を受け入れる」という声明を発表したが、廃案とは発表しておらず、2020年7月までに法改正を再開する可能性が残されていたものの、9月4日に撤回を正式決定し、10月23日に撤回するも、2019年-2020年香港民主化デモに発展した。

## 概要

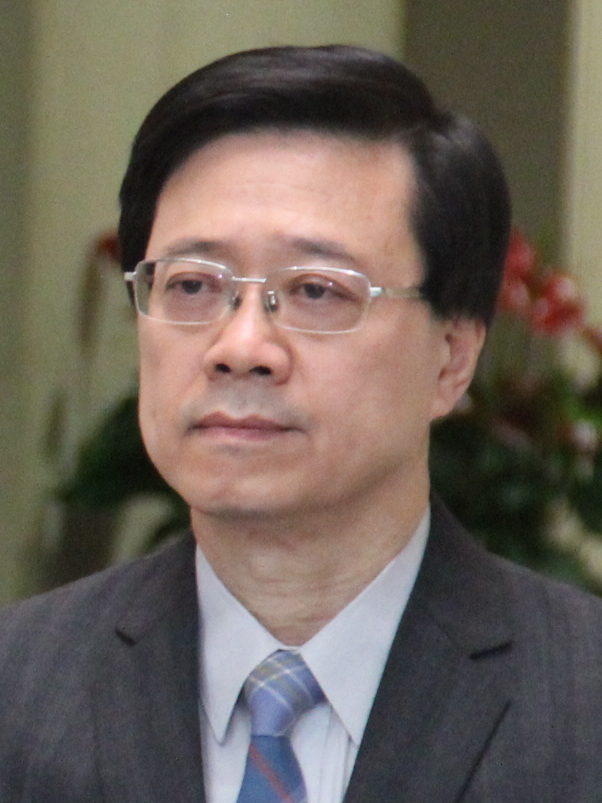
法案提出者
香港保安局局長
ジョン・リー（李家超）

本改正案は容疑者の身柄引き渡し手続きを簡略化し、中国大陸、マカオ、台湾（中華民国）にも刑事事件の容疑者を引き渡しできるようにするものである。改正案の背景には台湾で起きた潘暁穎殺人事件があり、逃亡犯条例の規定により容疑者を台湾に引き渡すことができなかったが、香港政府は逃亡犯条例の規定で中国大陸やマカオが除外されていることが「抜け穴」であると主張した。改正案が成立した場合、香港行政長官は事例毎に引き渡し要請を受け付けることになる。要請を受け付ける容疑には殺人罪のほかには贈収賄、入出国審査官に対する詐欺など7年以上の懲役刑が科される可能性のある犯罪が30種類以上含まれる。また、中国大陸などから要請を受けて資産凍結や差押を行うこともできるようになる。改正案の提出直後より、世論は香港の裁判権の独立性に悪影響を及ぼすと危惧し、香港法廷弁護士協会、香港事務弁護士協会、キリスト教の教会などが中国大陸への引き渡しを盛り込む改正案への反対を表明した。中学校約350校（香港の中学校の7割にあたる）で教師、学生、卒業生が改正案撤回を求める請願書を提出した。
2019年4月3日、改正案は香港立法会の第一読会を通過、4月17日には立法会で法案に関する委員会が設立され1回目の会議が行われた。5月6日、民主派は親政府の建制派と陳維安ら立法会の秘書からの妨害を受けるものの、委員会の会議を続行して委員会主席（委員長）の選挙を行い、民主党の涂謹申が主席に、公民党の郭榮鏗が副主席に当選した。5月20日、香港政府は立法会に委員会を経由せずに、6月12日に立法会総会での審議（第二読会）を続行するよう要求したが、6月9日に香港のみならず6か国16都市で反対デモが実施され、中でも香港のデモは103万人が参加し（主催者発表）、60軒以上の商店が罷業した。同日夜に香港政府が第二読会の予定日を6月12日のまま変更しないと発表すると、1,000人以上のデモ参加者が立法会の占領を試み、警察によって鎮圧された。
台湾では大陸委員会が殺人事件の露見以来その解決に奔走していると述べ、香港政府に対し司法協力を3度提出したにもかかわらず返事がなかったという。香港政府では保安局の局長李家超が4月に港台経済文化合作協進会と台港経済文化合作策進会を通じて交渉を行ったと返答した。大陸委員会は李明哲事件の再来を恐れ、法改正により台湾人が中国大陸に引き渡される可能性が出てくる場合は法改正の理由である潘曉穎殺人事件の容疑者引き渡しを拒否し、危険情報のレベルを上げることも検討すると述べた。アメリカ、イギリス、カナダ政府やアメリカ商工会議所なども憂慮を表明、特に法改正により香港に滞在する自国民が人権問題を抱える中国に引き渡され、人権が侵害される可能性が浮上することを問題とした。欧州連合は外交申し入れを発して抗議した。
一方、国務院香港マカオ事務弁公室と中央政府駐香港連絡弁公室は改正案への支持を表明、中でも前者は5月17日に香港特別行政区全国人民代表大会代表と全国政治協商会議香港地区委員を呼び出し、改正案を支持する世論を作ることを要求した。

## 背景

### 逃亡犯条例の制定
本土研究社（香港前途研究計画）の研究が引用したイギリス外務・英連邦省のアーカイブによると、イギリス統治期の1992年に逃亡犯条例が制定されたとき、「司法制度、刑罰の制度、人権が十分守られる政府とのみ犯罪人引渡しのできる関係を結ぶ」と強調しており、香港返還の後でも変わらないとした。条例制定の本来の意図では犯罪人引渡し条約を締結しなかったことを「抜け穴」としておらず、本土研究社はイギリスが中国を信用していない上、引き渡しの悪用を憂いたことをその理由とした。また、中国は1988年7月に犯罪人引渡し関連の法律と制度の整備が不十分であると認め、相互法的援助条約の交渉において刑法関連の案件を棚上げにして、民事訴訟と商業、貿易関連でのみ相互法的援助を行うことを提案した。2000年に中華人民共和国引き渡し法が発効する直前（発効日は2000年12月28日）、香港が中国と犯罪人引渡し条約を交渉していたことについてイギリス外相ロビン・クックが議会に報告書を提出、交渉の結果が香港基本法および香港の裁判手続に適合することを望むとした。イギリス庶民院は外務・英連邦省に対し、香港と中国が締結するいかなる協定でも人権蹂躙を防ぐ条項が盛り込まれるよう促すことを提案した。
1997年以降の香港の警察と中国の公安警察は相互に通知した上で国外追放という形で犯罪人引渡しを行っており、2015年までに公安警察は約170人を逮捕して香港の警察に引き渡し、一方で香港の警察も2008年に六四天安門事件の中心人物の1人で米国永住ビザを有する周勇軍を深圳に追放したといった例はあるが、公安警察と比べて引渡しの人数は少ない。

### 台湾での殺人事件
本改正案の直接のきっかけとなったのは、2018年2月17日、台湾で起きた潘暁穎殺人事件である。この事件において、被害者の潘暁穎（女性）と容疑者の陳同佳（男性）は香港人学生カップルであり、当時台湾を旅行していた。2月17日、潘がほかの男性と性的関係を持ち妊娠したことをめぐって争いになり、陳が潘を絞殺した後、死体を旅行かばんに入れ、台北捷運竹囲駅近くの草むらで死体を遺棄した。その後、陳は1人で香港に帰り、潘に連絡できなかった親族が香港の警察に通報した。
香港の警察が調査した結果、陳が香港に帰った後に潘のキャッシュカードでお金をおろしていたことが判明、陳は3月に窃盗罪の容疑で逮捕された。取り調べの結果、陳は潘の殺害と死体遺棄を自白した。しかし、香港と台湾の間には犯罪人引渡し条約も相互法的援助条約も締結されておらず、2018年時点の逃亡犯条例と刑事相互法的援助条例は香港と「中華人民共和国のその他の部分」（香港の法律では中華民国が実効支配する台澎金馬を中華人民共和国の一部としている）の間の犯罪人引渡しと相互法的援助に適用できないため、これらの条約、条例を理由に陳を台湾に引き渡すことができなかった。解決策として野党が陳の一件にのみ条例を適用できるよう逃亡犯条例を時限的に改正すると提案したが、香港行政長官の林鄭月娥は政府として時限的改正は受け入れられず、本殺人事件への適用と同時に両条例の全般的改善を目指すとした。
殺人事件が香港で起きたものではないため、香港の刑法では殺人罪で訴追できず、香港でおきた窃盗罪とマネーロンダリングでのみ訴追した。ただし香港の刑法では、児童買春など児童との性的行為については国外での行為であっても香港の永住権を有する者に限り香港で訴追できる。
2019年2月、香港政府は逃亡犯条例および刑事相互法的援助条例の改正案提出を発表した。

## 改正案提出と審議の経緯

### 改正案の提出と1回目の改訂（2019年2月13日 – 3月末）
保安局は2月13日に改正案を提出した後、2月14日から3月4日まで意見聴取を行った。翌15日に保安局の局長李家超が台湾の殺人事件に関する1度限りの引き渡しを行うことを拒否した。
3月26日、李家超は改正案の改訂を発表、引き渡しを適用できる犯罪のうち経済犯罪9種類を除外、また3年以上の懲役刑にならない犯罪を除外したが、民主派の議員は「反吐が出る」「特定の団体をなだめるために、（等しく犯罪であるにもかかわらず）このように区別することが許されるのでしょうか」（毛孟静）と反発した。
民主派の立法会議員は改正案が提出された直後より改正に反対しており、公民党の楊岳橋議員は政府の改正案の代わりに台湾への引き渡しの制限のみ撤廃することを提唱、香港の市民が中国大陸の司法制度を信用していないことを指摘した。民主党の主席胡志偉は林鄭月娥行政長官を「呉三桂」（「売国奴」の意味）と罵り、同じく民主党の議員涂謹申は改正後の条例が濫用され、銅鑼湾書店関係者行方不明事件のように香港人が中国大陸に引き渡されることを憂慮した。同党の元老李柱銘は新聞への投稿で香港政府が中国大陸からの引き渡し要求を正当化するために原則を捨てるべきではないとした。毛孟静議員は改正案がいわゆる「トロイアの木馬」になり、香港に滞在する人々が引き渡される危機に陥ると憂慮した。また、31日には民間人権陣線がデモを実施、主催者発表で12,000人、警察発表で5,200人が参加した。

### 第一読会（2019年4月3日）
2019年4月3日、逃亡犯条例改正案の第一読会（本会議での審議）が行われた。保安局の局長李家超は立法会への報告書で改正案提出の目的を台湾の殺人事件への対処と条例の「抜け穴」を塞ぐこととした。また、改正前の条例では台湾からの引き渡し申請を立法会に審議させることが可能であるものの、審議の内容が公表されることで容疑者の逃亡の恐れがあるため実際には骨抜きであると述べた。民主派の議員からは改正案を撤回すべきとの主張と香港基本法違反の疑いが持ち上がったが、李家超はそれらの質疑には答えず、立法会の主席（議長）梁君彦はそのまま第一読会の終結を宣言、内務委員会による改正案委員会の設立を待つと述べた。

### 改正案委員会設立（2019年4月12日）
4月12日、内務委員会の会議が開かれた。内務委員会の主席李慧琼（民主建港協進聯盟、建制派所属）は政務司司長張建宗に対し、台湾の殺人事件の被害者親族が法改正が速やかに行われることを望むと伝えた。一方、内務委員会の副主席郭栄鏗（公民党、民主派所属）は改正案が香港の世論や各国からの注目を受けているとし、急いで改正案を通過させるよりほかの方法も検討すべきとした。黄碧雲（民主党、民主派所属）は政府が意見聴取を広く、詳しく行うと約束したにもかかわらずそれを破ったことを責めた。その後、議員4名が改正案委員会を設立する必要性を認め、10数名が改正案委員会に加入した。

### 改正案委員会（2019年4月17日 – 2019年5月24日）

#### 1回目の会議から3回目の会議まで（2019年4月17日 – 2019年5月6日）
4月17日、逃亡犯条例改正案委員会が1回目の会議を開いた。規則に基づき在任期間の最も長い議員涂謹申（民主党、民主派所属。1991年から1997年までと、1998年以降に議員を務めている）が委員会主席選出までの進行役を務めた。最初に主席選挙が行われる予定だったが、民主派から会議の進行についての質疑があり、涂謹申が質疑についての議論を許可すると、建制派は民主派がフィリバスターを行っていると批判、郭偉強（工連会、建制派所属）は涂謹申を侮辱して会議から追い出された。会議は2時間経過しても主席選挙に入ることができず、次回会議に延期されることとなった。
4月28日には主催者発表で13万人、警察発表で22,800人が参加したデモが実施されたが、2回目の会議は4月30日に予定通り開かれ、涂謹申が引き続き進行役を務めた。会議の進行についての議論が続く中、鄭松泰議員（熱血公民、民主派所属）は涂謹申が弁護士であり、利益相反行為の恐れがあるため進行役を務めるべきではないと述べ、涂謹申は会議を一時中断して立法会の法律顧問と相談した。その15分後、涂謹申は会議を再開して自身が進行役を務めることに問題はないと述べたが、同時に会議が時間切れになり、主席選挙は再び延期された。
5月4日、建制派議員40名が内務委員会の特別会議を開いて、改正案委員会に進行役を「在任期間の最も長い建制派議員」石礼謙（経民連所属、2000年に議員就任）に変更するよう命じることを求めた。民主派はこの命令が法律にも立法会の会議規則にも違反するとしたが、建制派の内務委員会主席李慧琼は民主派議員4名を追い出して議会を強引に続行、改正案委員会への命令を通過させた。同日夜、改正案委員会の秘書が議員全員に書面で通知を発して、改正案委員会への命令の賛否を5月6日正午までに表明するよう求め、50%以上の議員が賛成した場合は命令が採択されるとみなすとしたが、1995年から1997年までの立法局（立法会の前身）主席黄宏発は書面で通知を発した場合は全会一致（反対なし）でなければならないとし、反対がある場合は会議で議論する必要があるとした。2003年から2012年まで内務委員会の主席を務めた劉健儀も会議で議論せず書面で通知することは会議規則に違反する可能性があるとした。最終的には議員70名のうち60名が返答し、36名が賛成、24名が反対した。
5月6日、民主派議員12名が立法会秘書長陳維安との面会を求めたが陳維安は姿を現さず、同日には石礼謙が改正案委員会の3回目の会議を5月6日午後4時半から11日に延期すると述べた。民主派は黄宏発の意見に賛同し、命令への反対があったため石礼謙が会議の進行役になっておらず延期する権限がないとし、予定通り午後4時半に会議を開いた。会議には政府、立法会秘書、建制派議員が出席しなかった。午後4時半の会議で主席選挙が行われ、涂謹申が主席に、郭栄鏗が副主席に当選した。建制派は反発したが、涂謹申は自身の主席当選が適法であり、次回の会議で妨害を受けた場合は警察に通報する可能性があるとした。

#### 4回目の会議（2019年5月11日）
涂謹申と石礼謙がそれぞれ次回の会議を5月11日朝、立法会総合ビルの会議室1で行うことを定めたが、涂謹申は午前8時半に、石礼謙は午前9時に行うとした。このことについて質問された石礼謙は会議の時間を早めるつもりはないと返答した。5月6日の会議で立法会秘書からの妨害があったため、民主派の議員は10日の午後より徹夜で会議室1と会議室2Aに留まり、翌日の会議に備えた。11日の午前8時半、改正案委員会の4回目の会議が会議室1で始まった。しかし、9時に石礼謙ら建制派の議員が会議室に入り、会議を乗っ取ろうとしたため、議員の間でもみ合いになり、建制派の議員は数分後に退室、休憩室に1時間ほどとどまった後会議室4で議論した。民主派の朱凱廸と區諾軒議員は会議室4の外で建制派に抗議した。
その後、建制派は石礼謙を進行役として、11時45分に会議室2で会議を再開した。石礼謙は主席選挙を進めようとし、すでに推薦されていた謝偉俊のほかに推薦はあるかと問うと、民主派議員は一斉に会議室2に入り、梁美芬と鍾国斌（いずれも建制派）を推薦して、謝偉俊の無投票当選を阻止した。数分後、石礼謙は「状況が危険である」として会議を打ち切り、同日内に再開しないと述べた。もみ合いでは民主派議員4名と建制派議員3名が負傷した。

#### 5回目の会議（2019年5月14日）
5回目の会議は5月14日に予定されたが、立法会の秘書が先回りして会議室に金属鎖をかけ、民主派議員が徹夜で会議室に留まれないようにしたが、譚文豪議員（公民党所属）と許智峯議員（民主党所属）は会議室1の外で徹夜した。午前8時に会議室1が開かれると、民主派議員は会議室に入り、涂謹申は委員会主席として8時15分に開会を宣言した。8時30分、建制派議員は再び石礼謙を進行役にしようとして、会議室に押し入ったが、石礼謙はジャーナリストに囲われて会議室に入れず、結局12分後に廊下で開会を宣言、その19秒後に会議終結を宣言した。建制派議員は石礼謙の宣言に従い会議室から退出した。民主派も9時に会議を終え、涂謹申は建制派議員と林鄭月娥行政長官との会談を望むと発言した。石礼謙は李慧琼に書面で通告を発し、2回の会議にわたって進行役を務めたにもかかわらず、主席選挙にもこぎ着けることができなかったため、自身にはもはや進行役を務めるだけの能力がないと述べたが、同日夜には「進行役を務めないとは言っていない」と述べた。

#### 改正案委員会の解散（2019年5月24日）
5月16日、民主派議員（毛孟静、楊岳橋、胡志偉、梁継昌）と建制派議員（廖長江、麥美娟、陳克勤、張宇人）の間で交渉が行われたが、両派の主張は平行線を辿り、結局わずか20分で物別れに終わった。
5月20日、保安局の局長李家超は李慧琼に対し、6月12日に第二読会を再開するよう要求した。第二読会の再開は改正案委員会の審議を待たずに読会を続くことを意味した。5月24日、内務委員会は李家超の要求を審議、民主派議員4名が追い出されたのち「6月12日に第二読会を再開することに反対しない」ことと「改正案委員会の取り消し」が決議された。建制派議員のうち、田北辰議員のみが「6月12日に第二読会を再開することに反対しない」に反対票を投じ、続いて「改正案委員会の取り消し」の審議中に退室した。

### 2回目の改訂（2019年5月30日）
5月30日朝、建制派議員39名が李家超に改正案の改訂を提議、香港政府は同日夜に提議を受け入れた。改訂の内容は引き渡しを受け付ける犯罪を「3年以上の懲役刑が科される可能性のある犯罪」から「7年以上の懲役刑が科される可能性のある犯罪」に変更、また「中央政府」の最高裁判所からの要請のみ受け付けるとした（下級裁判所からは受け付けないとした）。
5月31日、林鄭月娥と李家超が台湾の殺人事件の対処について「中央政府」とはどの政府のことかを質問されたとき、回答を拒否した。李家超はさらにマスコミと法曹界が改正案の内容を理解していないと述べたが、法曹界の選挙委員30名が林鄭月娥との公開会談を求めると政府はそれを拒否した。

### 第二読会（2019年6月13日 – ）
6月6日に立法会の会議が終結した後、朱凱廸、范国威、譚文豪、許智峯、鄺俊宇（いずれも民主派）が会議室からの退室を拒否、反対デモが行われる6月9日か第二読会の予定日である6月12日まで留まると宣言した。しかし、立法会の行政管理委員会は会議を開いて議員に退室を命じ、最終的には5人とも力づくで追い出された。
6月9日に100万人規模（主催者発表）の反対デモが実施されたものの、香港政府は同日夜に「改正案はステークホルダーから歓迎されている」と述べ、第二読会の予定を変更しないとした。
10日には立法会の行政管理委員会がデモ区域の閉鎖を命じ、梁君彦は改正案の議論に要する時間を66時間と定め、20日に最終的な採択を予定した。翌日には香港警察が警察7千名を守備につかせると発表した。しかし、6月12日の午後、立法会の主席は同日に予定された会議を延期。翌日には13日と14日に会議を行わないと発表した。
6月15日、大きな反発を受けた林鄭月娥は法案審査の延期を発表したが、翌16日に実施されたデモでは200万人近くが参加した。

## 反対運動
冒頭で述べた通り、この改正案に関しては香港市民の大半からの反発を招いたが、当条例改正案の審議を強行した事や香港警察によるデモ隊の強硬弾圧等を契機として、いわゆる水革命・時代革命と呼ばれる長期に渡る民主化デモに発展した。

## 各国の反応

### 中華人民共和国
国務院香港マカオ事務弁公室と中央政府駐香港連絡弁公室は改正案への支持を表明、中でも前者は5月17日に香港特別行政区全国人民代表大会代表と全国政治協商会議香港地区委員を呼び出し、改正案を支持する世論を作ることを要求した。
中華人民共和国外交部の報道官耿爽は5月8日に香港の事務が「中国の内政」であるとし、米中経済安全保障調査委員会など外国からの報告書は論駁に値しないとした。また、6月10日には逃亡犯条例の改正を引き続き支持すると述べた。8月20日には耿爽報道官は同時期にモスクワで起きていた抗議デモと香港の抗議活動は「外国勢力」によるものと批判し、西側諸国の内政干渉に関して情報交換を行うロシア政府と協力を推し進めるとしている。

### 台湾（中華民国）
台湾での中華民国立法院は2019年3月に改正案で中華民国への対応のみ追加するよう求める提案を採択した。また、中華民国の行政院大陸委員会は「台湾が中華人民共和国に帰属する」という前提をもとに容疑者引き渡しを行うことはないと発言した。大陸委員会は5月9日にも改正案により一国二制度と法律制度が損なわれることを憂慮し、李明哲事件（中華民国国民がマカオから中国大陸に引き渡され、訴追された事件）の再来を恐れた。また、改正案により台湾人の安全が脅かされる場合、改正案が成立しても容疑者引き渡しは拒否すると述べた。
5月17日、大陸委員会の香港・マカオ事務所所長杜嘉芬は改正案が成立した場合、国民にその危険性を説明するとともに危険情報のレベルを上げることも検討すると述べた。
6月13日、中華民国総統の蔡英文は香港の逃亡犯条例が人権を侵害する上、中華民国の主権も侵害すると述べ、逃亡犯条例改正を前提とする移送を拒否した。
6月15日、法案審査の延期を受け、中華民国の大陸委員会はそれを香港政府の「懸崖勒馬」と述べ、逃亡犯条例が台湾・香港間の相互法的援助の課題を一つの中国の枠組みにはまらせようとする策謀であると批判した。
6月17日、立法院諸会派は共同声明を発し、香港政府が武力をもって市民運動の対処にあたったことを批判しつつ、香港政府に逃亡犯条例改正案の撤回を呼びかけた。

### 欧州連合
2019年5月24日、欧州連合が在香港・マカオ事務所の代表11名を通じて林鄭月娥行政長官に抗議、外交申し入れを発した。外交申し入れが発されるのは珍しいとされるが、林鄭月娥は欧州連合が立場を明らかにしただけで、実質的な問題点を提起しているわけではないと返答した。

### アメリカ
アメリカ合衆国国務省は声明を発し、香港の一国二制度がこれ以上侵害され続けた場合、国際事務における独自の地位に悪影響を与えると述べた。国務省が発表した2018年中国人権報告書では中国の司法制度による人権侵害の例が数多く挙げられ、中国における法の支配が後退していることを示したと結論付けた。また、国務省は香港法廷弁護士協会、香港の米国商工会議所（American Chamber of Commerce in Hong Kong）など多くの組織が反対を表明していることと、香港基本法で保障されている言論の自由と集会の自由を尊重すべきと述べ、裁判所と裁判官が伝統どおりに独立した公正な判決を下すことを望むと述べた。
米中経済安全保障調査委員会は5月7日に研究報告書を発表、逃亡犯条例が改正された場合、北京政府の香港における影響力が増し、港人治港の骨抜き化が加速するとした。また、条例改正によりアメリカは大きなリスクに晒されることになり、米国-香港政策法に違反する可能性が生じるとし、例としてアメリカ海軍の艦船が香港に停泊した場合に船上の軍人が逮捕、引き渡される可能性が挙げられた。
5月22日、中国問題に関する連邦議会・行政府委員会の議員8名が連名で林鄭月娥行政長官に公開書簡を発し（書簡の内容は5月24日発表）、逃亡犯条例改正案の撤回を求め、外国人が中国大陸に引き渡される危険に冒されると、アメリカなどの多国籍会社は本社を香港からアジア太平洋諸国に移転する可能性があると述べた。
7月22日、アメリカ合衆国大統領ドナルド・トランプは中国当局のデモへの対応を「習近平国家主席（総書記）は非常に責任をもって対応している」と称賛し、前日に起きた元朗駅でのデモ参加者への暴力団による暴行を意図的に放置したとする香港警察の疑惑については「比較的、非暴力だったと思う」と述べた。
8月1日、トランプ大統領は「香港では暴動が続いている。香港は中国の一部だから中国が対処すべきだ」と述べた。
8月14日、トランプ大統領は中国人民武装警察部隊が香港と隣接する深圳に集結していることを明かして「習近平国家主席が香港問題を早急かつ人道的に解決すると信じる」と述べた。また、18日には天安門事件のようなことが起きれば米中貿易協議の「ディール（取引）は非常に難しくなる」と牽制した。

### イギリスとカナダ
カナダ国際関係省のスポークスマンであるギヨーム・ベルベ（Guillaume Bérubé）は4月18日にカナダの『グローブ・アンド・メール』紙に対し、「カナダは香港政府に対し逃亡犯条例改正案に関する重大な問題を提起した」と述べ、カナダ国民の安全が最重要事項であると述べた。香港の保安局は改正案がカナダとの犯罪人引渡し条約に影響しないと返答した。
5月30日にはイギリス外相ジェレミー・ハントとカナダ外相クリスティア・フリーランドが連名で声明を発し、香港の住民の権利と自由を侵害することと香港在住の自国民への影響を憂慮した。
六四天安門事件からちょうど30年にあたる6月4日、人権団体香港ウォッチの創設者の1人で香港返還直前にイギリス外相を務めた（任期：1995年7月 – 1997年5月）マルコム・リフキンドは『サウスチャイナ・モーニング・ポスト』に論説を寄稿、逃亡犯条例改正案が1984年の英中共同声明に違反すると述べた。また、共同声明の交渉において、中国もイギリスも香港と中国の法律制度を分け隔てており、逃亡犯条例は抜け穴どころか、むしろ防壁であるとした。
6月11日、『ガーディアン』紙は社説で逃亡犯条例改正案と香港政府の対応を批判した。
6月12日、イギリス首相テリーザ・メイは香港の引き渡し条例が英中共同声明に適合する必要性があると述べ、17日には中華人民共和国国務院副総理の胡春華との会談で逃亡犯条例改正案の反対デモに言及、法律上の効力のある中英共同声明を尊重する必要性を強調した。

### ドイツ
ドイツ外務省副大臣ニルス・アンネンは逃亡犯条例の改正がドイツと香港に極めて大きな影響を与え、特に香港における一国二制度への悪影響と、ドイツを含む外国人実業家が香港で事業を行う環境が急激に悪化することを憂慮した。また、逃亡犯条例の改正がドイツ・香港間の犯罪人引渡し条約にも波及し、条約の取り消しすら視野に入るとした。ドイツのシンクタンクであるメルカトル中国研究センターも逃亡犯条例の改正が他国と締結済みの相互法的援助条約に悪影響を与えるだけに終わると述べた。

### 日本
6月13日、条例改正案に反対するデモ活動を応援するため、香港の自由と民主主義を守る緊急行動が東京都千代田区の香港特別行政区政府 駐東京経済貿易代表部前で開催された。
6月27日、日本内閣総理大臣安倍晋三は第14回20か国・地域首脳会合に出席するために大阪に到着した習近平国家主席（総書記）と会談、「『一国二制度』の下、自由で開かれた香港が繁栄していくことの重要性」を指摘した。

### その他
人権擁護団体の香港ウォッチは6か国15人の国会議員（アメリカ、イギリス、オーストリア、カナダ、ドイツ、マレーシア）が連名で逃亡犯条例改正案に反対すると発表し、香港政府に改正案の撤回を求めるとともに、法学者と香港立法会議員が提出した代替案を採用することで台湾の殺人事件に対処できると述べた。また、改正前の逃亡犯条例が法の支配を保障するとも述べた。